# Semën Ržiščin
Semën Ivanovič Ržiščin (in russo Семен Иванович Ржищин?; Troick, 15 febbraio 1933 – Dušanbe, 27 dicembre 1986) è stato un siepista sovietico, vincitore della medaglia di bronzo ai Giochi olimpici di Roma 1960.

## Palmarès
| Anno | Manifestazione  | Sede      | Evento       | Risultato | Prestazione | Note |
| ---- | --------------- | --------- | ------------ | --------- | ----------- | ---- |
| 1958 | Europei         | Stoccolma | 3000 m siepi | Argento   | 8'38"8      |      |
| 1960 | Giochi olimpici | Roma      | 3000 m siepi | Bronzo    | 8'42"4      |      |